# David Donato
David Donato (Los Angeles, 21 marzo 1954 – 2 febbraio 2021) è stato un cantante statunitense heavy metal noto per la sua breve militanza nei Black Sabbath.

## Biografia
Donato entrò nella band britannica in sostituzione di Ian Gillan nel 1984, e fu licenziato nel 1985, dopo soli sei mesi, per ragioni ancora non del tutto chiarite. Alcuni mesi più tardi entrò nei White Tiger, una band hair metal fondata da Mark St. John, ex chitarrista dei Kiss.
Con i White Tiger Donato incise un album omonimo, che uscì nel 1986.

## Discografia

### Con i White Tiger
- 1986 - White Tiger